# Petunia integrifolia
Espèce
Synonymes
- Nierembergia phoenicea D. Don[1]
- Petunia dichotoma Sendtn.[1]
- Petunia integrifolia subsp. integrifolia[1]
- Petunia phoenicea D. Don ex Loudon[1]
- Petunia violacea Lindl.[2]
- Salpiglossis integrifolia Hook.[1]
- Stimoryne purpurea Raf.[1]

Petunia integrifolia, le Pétunia à feuilles entières, est une espèce de plantes de la famille des Solanaceae. Facile à entretenir, résiste au gel jusqu'à - 5 degrés.

## Liste des sous-espèces et variétés
Selon Tropicos (21 août 2019) (Attention liste brute contenant possiblement des synonymes) :
- Petunia integrifolia subsp. inflata Wijsman
- Petunia integrifolia subsp. integrifolia
- Petunia integrifolia subsp. occidentalis
- Petunia integrifolia var. depauperata
- Petunia integrifolia var. integrifolia